# M92 (amas globulaire)
Pour les articles homonymes, voir M92.
M92 (NGC 6341) est un amas globulaire situé dans la constellation d'Hercule à environ 25 775 a.l. (8,3 kpc) du Soleil et à 31 310 a.l. (9,6 kpc) du centre de la Voie lactée. 

## Histoire
Il a été découvert par l'astronome allemand Johann Elert Bode en 1784. Charles Messier le découvrit indépendamment et l'inscrivit à son catalogue le 18 mars 1781. L'astronome français Jérôme Lalande a aussi enregistré cet amas le 25 mai 1795. William Herschel a été le premier à résoudre M92 en étoiles en 1783. 

## Caractéristiques
Selon la base de données Simbad, la vitesse radiale héliocentrique de cet amas est égale à (−120,48 ± 0,27) km/s. William W. Harris indique à peu près la même valeur, soit (−120 ± 0,1) km/s. Selon Forbes et Bridges, sa métallicité est estimée à −2,16 [Fe/H] et son âge d'environ 13,18 milliards d'années.
Cet amas s'éloigne de la forme sphérique, ayant une ellipticité égale à 0,10 et sa taille apparente de 14′, ce qui correspond à un diamètre de 109 années-lumière. Sa masse pourrait atteindre 330 000 masses solaires.
Six valeurs de la métallicité comprises entre -2,22 et -2,35 sont indiquées sur Simbad. La valeur indiquée par Harris est de -2,31 et celle par Forbes est de -2,16. Une métallicité comprise entre -2,16 et -2,35 signifie que la concentration en fer de M92 est comprise entre 0,45 % et 0,69 % de celle du Soleil. Après le Big Bang, l'Univers étant surtout composé d'hydrogène et d'hélium, la métallicité était pratiquement nulle. L'univers s'est progressivement enrichi en métaux (éléments plus lourds que l'hélium) grâce à la synthèse de ceux-ci dans le cœur des étoiles. La métallicité des amas du halo de la Voie lactée varie d'un centième à un dixième de la métallicité solaire, ce qui signifie que ces amas se décomposent en deux sous-groupes, les relativement jeunes et les vieux . Selon sa métallicité, M92 serait donc un amas relativement vieux et riche en métaux, âgé d'environ 13,2 milliards d'années.
Quelque 16 étoiles variables ont été découvertes dans cet amas, 14 sont du type RR Lyrae.

## Observation
Le repérage de l'amas est assez difficile. Un moyen est de rechercher au nord-est du milieu du segment reliant les étoiles Iota à Eta de la constellation d'Hercule. L'amas est visible avec des jumelles et a alors l'aspect d'une tache blanchâtre diffuse. Un télescope de 200 mm permet de le résoudre dans de bonnes conditions d'observations.
Étant situé dans la constellation d'Hercule, dans lequel se trouve également le Grand Amas d'Hercule M13, il est moins souvent observé que ce dernier, bien qu'il soit tout aussi spectaculaire.

## Galerie

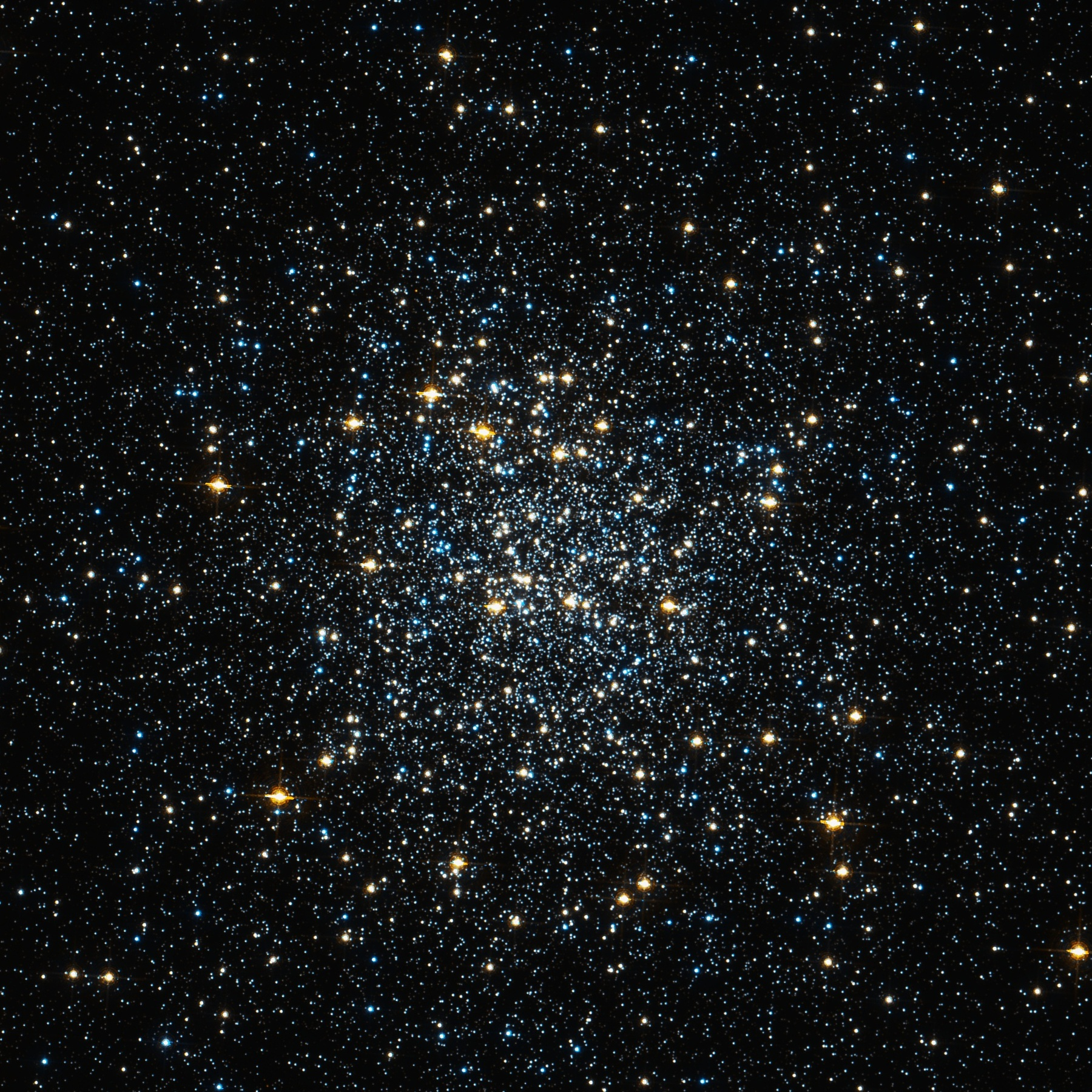
Messier 92 par le télescope spatial Hubble.
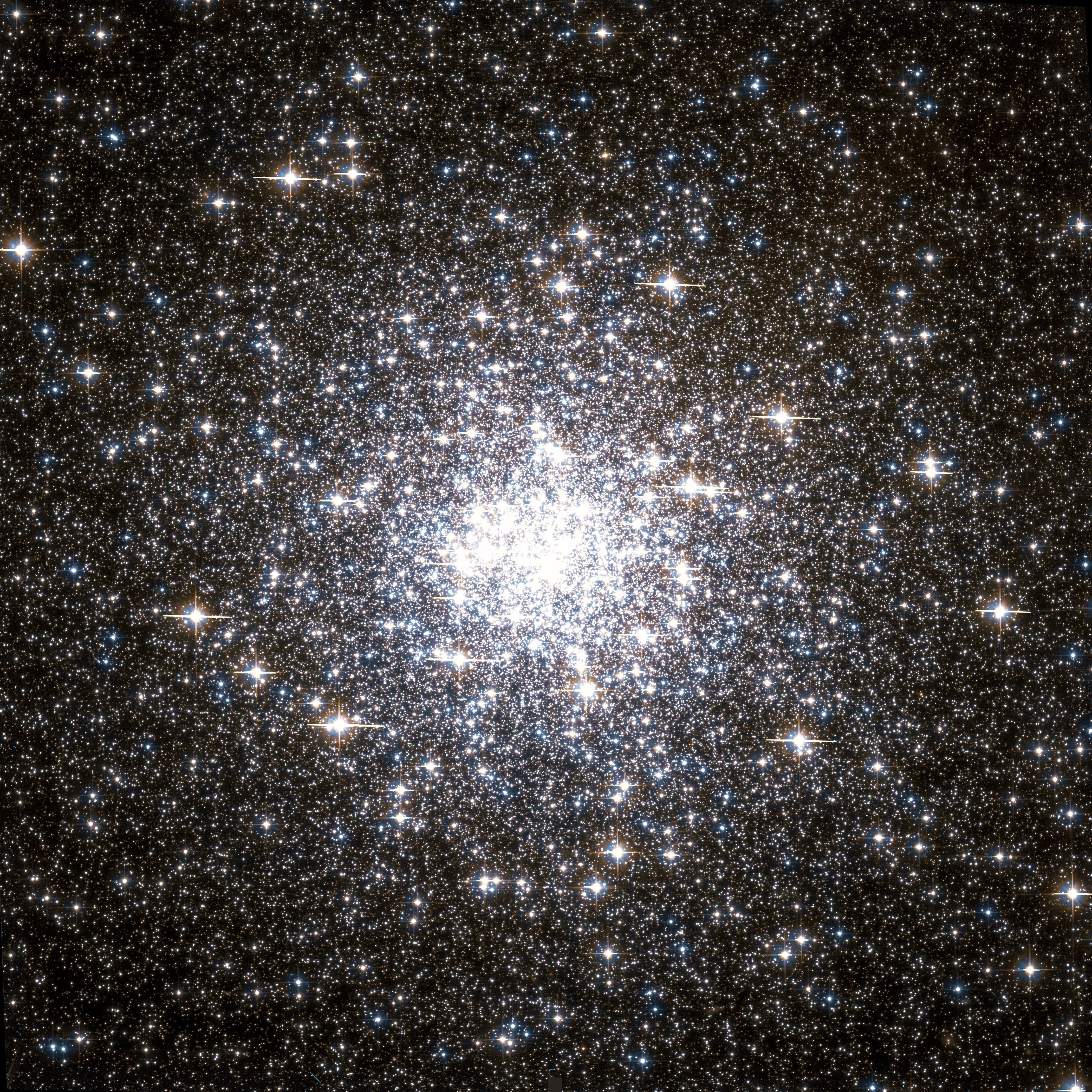
Autre image de M92 par le télescope spatial Hubble.
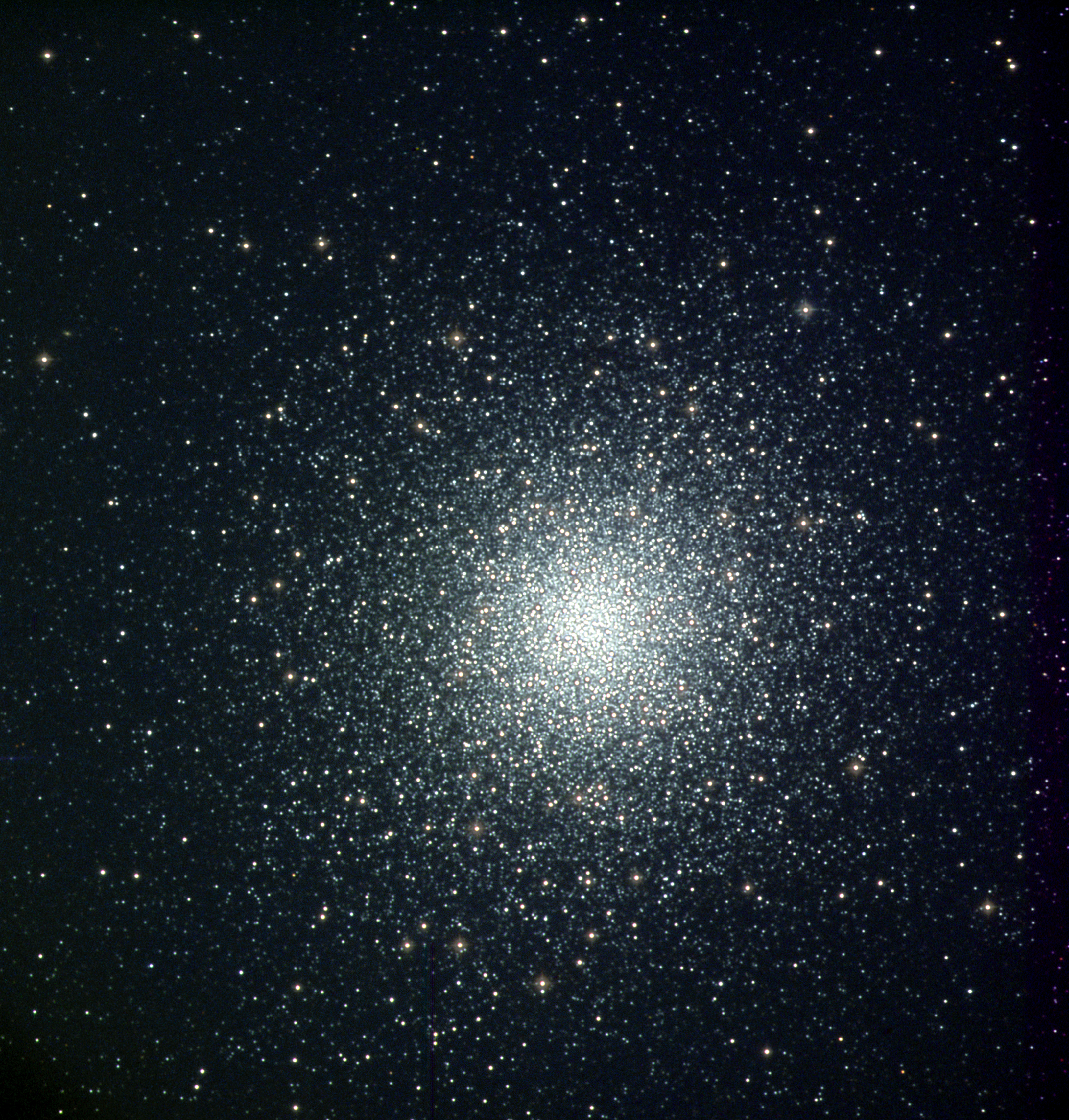
M92 par le groupe "Isaac Newton Group of Telescopes".
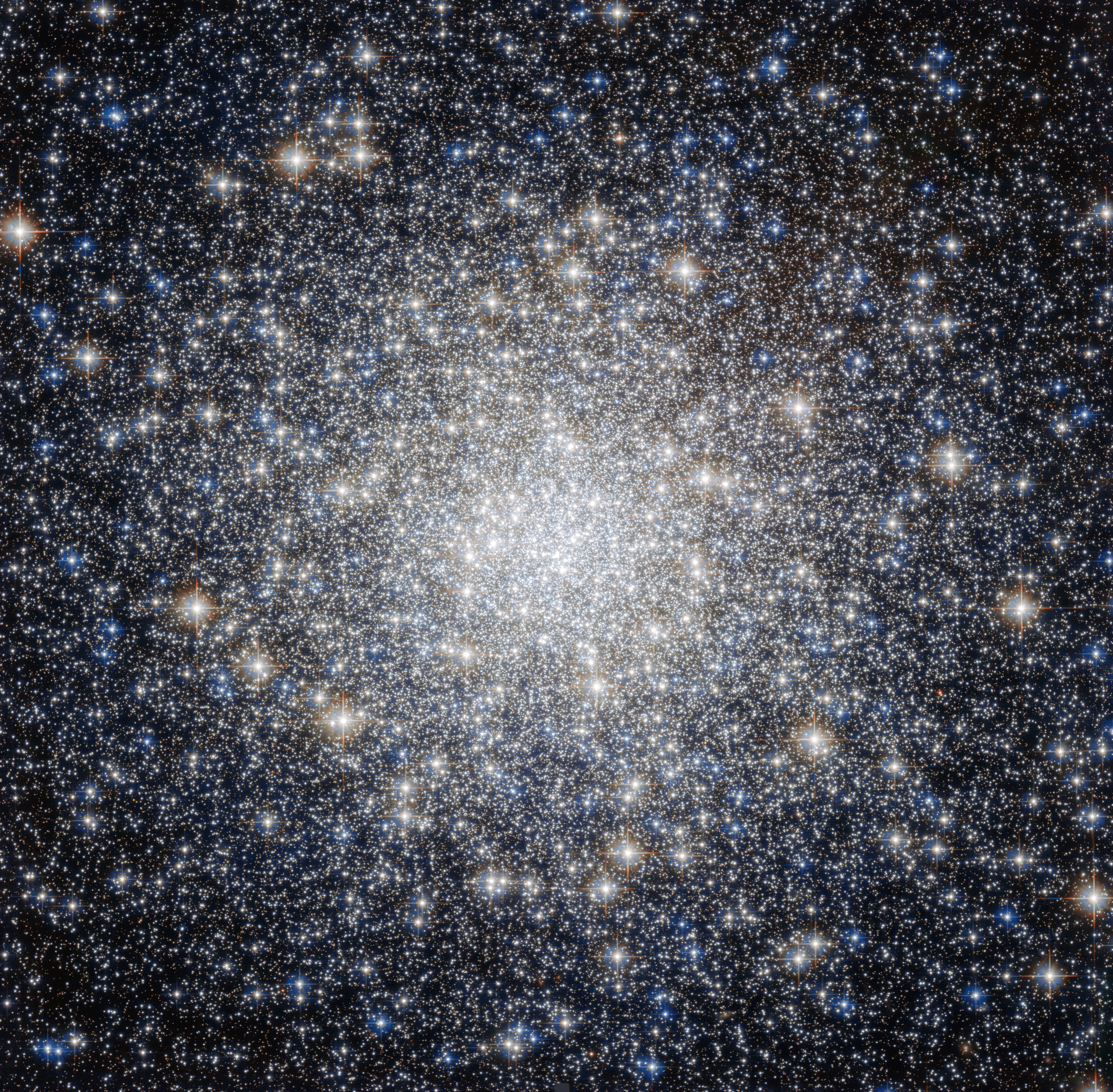
Autre image de M92 par le télescope spatial Hubble.
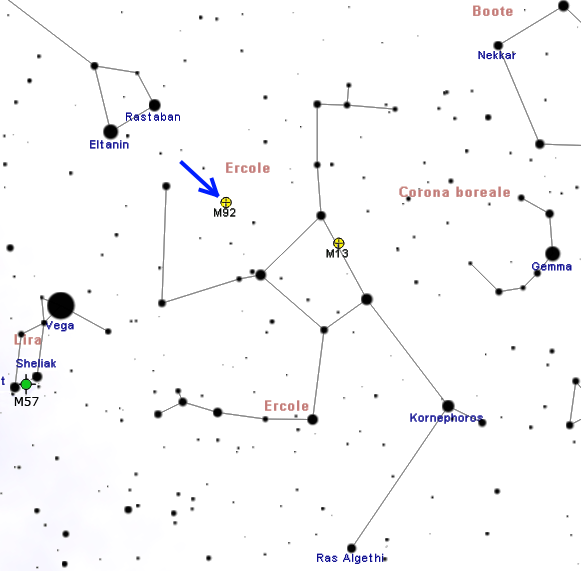
Position de M92 dans la constellation d'Hercule.